# Konji
Konji (lat. Equidae) su porodica sisavaca iz reda neparnoprstaša, u kojoj se danas nalazi samo jedan živući rod, Equus. U ovu porodicu pripadaju životinje, koje se obično nazivaju konjima, magarcima i zebrama. Razgraničenje pojedinih vrsta je još i danas sporno. Domaći konj i domaći magarac, domesticirani oblici divljih konja odnosno afričkih divljih magaraca, i danas imaju važnu ulogu kao jače i tegleće životinje i rasprostranjeni su cijelim svijetom.

## Osobine

#### Općenito
Konji su općenito krupne životinje s relativno velikom glavom i dugim ekstremitetima. Veličina i težina variraju; dužina od glave do repa je između 200 i 300 cm, rep je od 30 do 60 cm, a visina u ramenima im je od 100 do 160 cm. Krzno im je gusto i najčešće kratko, a većina vrsta imaju na vratu, tjemenu i repu duže ili čak duge dlake (vidi grivu). Boja krzna većine vrsta s gornje strane je siva ili smeđa, a s donje bjelkasto-siva. Kod više vrsta se mogu pojaviti pruge na ramenima i nogama, a sve tri vrste zebri poznate su upravo po svom upadljivom cno-bijelo prugastom krznu.

#### Udovi
Obilježavajuća osobina konja je redukcija broja prstiju. Tako sve danas živuće vrste imaju samo jedan koji koriste (Monodactylie). To je treći prst, dok su se ostali povukli i na skeletu postoje još samo kao rudimenti. Kopita kao cipele "obuvaju" zadnji zglob trećeg prsta. Za takav razvoj bilo je potrebno 50 milijuna godina. Prvi konji koji su bili veličine manjeg psa, imali su stopalo s četiri prsta na prednjim nogama, i tri na stražnjim.

### Boja
Prvobitno je boja konjske dlake imala funkciju kamuflaže. Danas se konji uzgajaju u nekoliko boja. Kod nekih se boja nogu, grive i repa razlikuje od boje ostatka tijela. Neki konji imaju bijele mrlje na licu i nogama.

### Položaj ušiju
Konj može zasebno micati ušima kako bi prikupio zvukove, a položaj ušiju jasno ukazuje na njegovo raspoloženje. Uši okrenute naprijed znači da ga nešto zanima; jedno uho naprijed, drugo unatrag znači da konj nije siguran; uši unatrag pokazuju agresivnost i strah.

#### Glava i zubi konja
Glava konja je snažna, upadljivo izdužena, a najveći dio je gornja vilica. I međučeljusna kost je izdužena. Nosna kost je duga i uska, a očne duplje su smještene daleko straga i nalazi se iza zubiju. Čeljusni zglob je smješten visoko, a donja čeljust je isto povećana. Oči su smještene bočno na glavi, a uške su im duge i vrlo pokretljive. 
Konji imaju u svakoj polovici čeljusti tri sjekutića, oblikovanih kao dlijeto. Očnjak u pravilu imaju samo mužjaci, ženke ga uopće nemaju, ili je vrlo malen. Iza njih imaju prazninu, koja se naziva dijastema. U svakoj polovici čeljusti konji imaju najčešće tri pretkutnjaka (četvrti je rijetko prisutan, a kad postoji,  uvijek je prvi) i tri kutnjaka. Pretkutnjaci i kutnjaci su vrlo slično građeni i idealno su prilagođeni tvrdoj hrani.Mozemo i povrijediti njihove zube ne pravilnom ishranom ili prejakim zatezanjem uzdi.

#### Unutrašnja građa
Kao kod svih neparnoprstaša, fermentacija hrane kod konja odvija se tek u crijevima, što znači da se i najveći dio probave odvija u crijevima. Želudac im je, za razliku od preživača, uvijek jednostavno građen sa samo jednom komorom. Fermentacija se odvija u vrlo velikom slijepom crijevu (zapremina slijepog crijeva može biti do 90 litara) i u do 4 metra dugom pravom debelom crijevu (Colon). Ukupno, probavni sustav konja može biti dug do 26 metara.

## Rasprostranjenost i životni prostor
Divlji oblici danas još živućih vrsta porodice konja žive u istočnim i južnim dijelovima Afrike i u centralnoj Aziji. Tijekom zadnjih tisućljeća područja nastanjena konjima bitno su se smanjila. Sve do kraja pleistocena bili su rasprostranjeni u velikim dijelovima Euroazije, Afrike i u Amerikama. Na američkom kontinentu su iz nejasnih razloga  izumrli prije oko 10.000 godina. Naslućuju se razni razlozi: lov novodošlih ljudi, klimatske promjene poslije zadnjeg ledenog doba, neka bolest ili mješavina svih ovih faktora. I u zapadnoj Europi su izumrli vjerojatno prije oko 10.000 godina. U sjevernoj Africi i zapadnoj Aziji istrijebljeni su u razdoblju antike. Do u 20. stoljeće održala se u Iraku i Iranu jedna populacija azijskog polumagarca. U istočnoj Europi, zadnji divlji konji, tarpani, izumrli su u 19. stoljeću.
Kao suprostnost tome, čovjek je domaće konje i domaće magarce proširio cijelim svijetom, a u nekim zemljama danas u prirodi žive potomci populacije obje vrste, odbjegli i podivljali. Veliki broj podivljalih konja i magaraca žive danas u Australiji, no može ih se naći i u SADu i drugim zemljama.
Konji daju prednost otvorenim prostorima kao što su stepe i savane, ali i u suhom okolišu polupustinja i pustinja. Jedino je europski tarpan bio pretežno stanovnik šuma.

## Način života

### Socijalno ponašanje
Iako se konje može sresti kako pasu i po danu, to su ipak životinje aktivne pretežno u sumrak i noću. Kod nekih vrsta, kao na primjer kod grevijevih zebri i afričkih divljih magaraca, mužjaci zaposjedaju "svoj" teritorij za parenje koji može biti i veći od 10 km², što je najveći poznati teritorij kod svih biljoždera. Iako se neke životinje okupljaju u skupine, kod ovih životinja nema trajnih veza među odraslima. Kod nekih vrsta, (kao, na primjer, pševalskijev konj, brdske i stepske zebre) mužjaci bdiju nad krdom koje predvodi ženka. U tom slučaju može doći do okupljanja većih krda s utvrđenom hijerarhijom. Sporazumijevaju se s drugim jedinkama gestama, načinom kako drže uške, čeljust i rep, ali i glasanjem.

### Hrana
Konji su pravi biljožderi, i jedu prije svega travu, a ponekad, u različitoj količini lišće i druge dijelove bilja. Većina vrsta pije svaki dan, iako mogu izdržati bez vode i duže vrijeme.

### Neprijatelji i ponašanje prema njima
Konji imaju čitav niz prirodnih neprijatelja, što su prije svega zvijeri kao što su hijene, vukovi, divlji psi i velike mačke. Kao većina kopitara, i konji imaju vrlo izražen nagon za bijegom. Tijelo konja građeno je za brzo i ustrajno trčanje, pa oni uvijek pokušavaju, ako je to ikako moguće, pobjeći. No, stjerani u kut, konji mogu svojim kopitima i ugrizom napadačima nanijeti ozbiljne i bolne ozljede.

## Razmnožavanje
Skotnost kod konja traje između 330 i 410 dana, najduže kod grevijevih zebri, najkraće kod domaćih konja. Na svijet dolazi u pravilu samo jedno mladunče. Ono je relativno teško (dosiže između 9 i 13% težine majke) i vrlo razvijeno, tako da već koji sat nakon dolaska na svijet može slijediti majku. Nakon 0,5 i 1,5 godina mladunče prestaje sisati. Spolna zrelost nastupa u dobi od tri do šest godina, pri čemu se mužjaci, zbog socijalne strukture, mogu razmnožavati u kasnijoj dobi od ženki. U prirodi je najduži životni vijek konja oko 40 godina, dok pod ljudskom skrbi mogu doživjeti gotovo 50 godina.

## Sistematika
Najbliži srodnici konja su tapiri i nosorozi, i zajedno čine red neparnoprstaša (Perissodactyla). Tapiti i nosorozi su međusobno bliži srodnici. Iz tog razloga se porodica konja ponekad, zajedno s izumrlim precima svrstava u zaseban podred Hippomorpha.

#### Živuće vrste
Broj vrsta konja je još uvijek sporan. Najčešće se razvrstavaju u sedam ili osam vrsta:
- Divlji konj (Equus ferus) je u prirodi izumro u 1960-im, kad je izumro divlji konj Przewalskoga (Equus ferus przewalski). Koristeći primjerke ove vrste koje su živjele u zoološkim vrtovima, u međuvremenu su u tijeku puštanja na slobodu ovih konja u Mongoliji, Kini i drugim zemljama. Procjenjuje se, da danas slobodno živi oko 2.000 jedinki. Divlji konj je izvorni oblik domaćih konja.
- Afrički divlji magarac (Equus asinus), nazvan još i divlji magarac ili pravi magarac, u prirodi je visoko ugrožen. Još vrlo malo jedinki živi u Eritreji, Etiopiji i Somaliji. Afrički magarac je izvorni oblik domaćeg magarca.
- Azijski magarac (Equus hemionus), često nazivan i polumagarcem ili konjskim magarcem, rasprostranjen je s više podvrsta (onager, kulan i drugi) od Irana do Indije i Mongolije. Neki zoolozi smatraju ove podvrste samostalnim vrstama, pa bi se prema tome, ovisno o gledištu, moglo naći jedna, dvije, tri ili čak do šest vrsta azijskih magaraca. Za razliku od afričkih, azijski magarac nikada nije domesticiran.
- Kiang (Equus kiang) je ranije smatran podvrstom azijskog magarca, ali on je krupniji i sličniji konju od njega. Vrsta živi na tibetanskoj visoravni i područjima uz nju.
- Grevijeva zebra (Equus grevyi) je prepoznatljiva po svojim vrlo uskim prugama. Još samo nekoliko tisuća jedinki živi u Keniji, Somaliji i Etiopiji, i smatra ju se ugroženom.
- Brdska zebra (Equus zebra) živi u dvije podvrste u Namibiji i Južnoj Africi. Ovo je najmanja vrsta zebri.
- Stepska zebra (Equus guagga) živi južno od Sudana do Južne Afrike. Vrsta je prepoznatljiva po tome što joj je i trbuh prugast, a između pruga ima svjetlije, "zasjenčene" pruge. Kuaga, zebra izumrla krajem 19. stoljeća, imala je pruge samo na glavi i vratu. Danas se smatra da je bila podvrsta stepske zebre, no ponekad ju se navodi kao samostalnu vrstu.

Točni srodnički odnosi među pojedinim vrstama ove porodice ni danas nisu razjašnjeni bez ostatka. Sve tri vrste zebri vjerojatno imaju zajedničku liniju predaka, kao i "magarac" (afrički, azijski i kiang). Divlji konj je vjerojatno u najudaljenijem srodstvu od ovih vrsta i vjerojatno se još vrlo rano odvojio od linije zajedničkih predaka "zebra-magarac".
Poznati su i razni hibridi između pojedinih vrsta.

### Izumrle vrste
- Atlaški divlji magarac (lat. Equus africanus atlanticus)

### Klasifikacija
- Red Perissodactyla (Osim Equidae, Perissodactyla uključuje četiri vrste tapira unutar jednoga roda kao i pet živućih vrsta nosoroga koji pripadaju 4 različitim rodovima. † označava izumrle vrste. 
  - Porodica Equidae
    - Rod †Haringtonhippus[1]
    - Rod †Epihippus
    - Rod †Haplohippus
    - Rod †Heptaconodon
    - Rod †Eohippus
    - Rod †Minippus
    - Rod †Orohippus
    - Rod †Pliolophus
    - Rod †Protorohippus
    - Rod †Sifrhippus
    - Rod †Xenicohippus
    - Rod †Eurohippus
    - Rod †Propalaeotherium
    - Potporodica †Anchitheriinae
      - Rod †Anchitherium
      - Rod †Archaeohippus
      - Rod †Desmatippus
      - Rod †Hypohippus
      - Rod †Kalobatippus
      - Rod †Megahippus
      - Rod †Mesohippus
      - Rod †Miohippus
      - Rod †Parahippus
      - Rod †Sinohippus

    - Potporodica Equinae
      - Rod †Merychippus
      - Rod †Scaphohippus
      - Rod †Acritohippus
      - Tribus †Hipparionini
        - Rod †Eurygnathohippus
        - Rod †Hipparion
        - Rod †Hippotherium
        - Rod †Nannippus
        - Rod †Neohipparion
        - Rod †Proboscidipparion
        - Rod †Pseudhipparion

      - Tribus Equini
        - Podtribus Protohippina
          - Rod †Calippus
          - Rod †Protohippus

        - Rod †Astrohippus
        - Rod †Dinohippus
        - Rod Equus (22 vrste, 7 živućih vrsta)
        - Rod †Hippidion
        - Rod †Onohippidium
        - Rod †Pliohippus
        - Rod †Heteropliohippus
        - Rod †Parapliohippus

## Konji i ljudi
U ljudskoj povijesti su domaći konji i domaći magarci imali važnu ulogu kao jahaće, tegleće i radne životinje. Točno vrijeme domesticiranja obje vrste nije više moguće utvrditi, no procjenjuje se da je magarac domesticiran 4000 godina pr. n. e., a konj nešto kasnije.
Čovjek ih je raširio po cijelom svijetu. Motorizacija poljoprivrede kao i širenje automobilskog prometa su snažno potisnuli korištenje konja i magaraca, i danas se u industrijaliziranim zemljama koriste još samo u sportu i kao hobi. U manje razvijenim područjima, konji i magarci se još uvijek intenzivno koriste. Još jedno područje njihovog korištenja je i izvor mesa za ljudsku prehranu. Koristi se i mlijeko kobila i magarica, a i njihova koža se koristi. No, za razliku od drugih domaćih životinja, njihovo korištenje u ove svrhe je drugorazrednog značenja.

## Vanjske poveznice
- Evolucija konja  Arhivirana inačica izvorne stranice od 4. svibnja 2007. (Wayback Machine) (njem.)

### Ostali projekti
|  | Wikivrste imaju podatke o taksonu Equidae |